# Vektor E.P.
『Vector E.P.』（ベクトル イー ピー）は、cinema staffの通算7枚目、メジャー6枚目のシングル。2016年11月30日に、ポニーキャニオンからリリースされた。

## 概要
前作「SOLUTION E.P.」からおよそ一年振りのシングルリリースである。
cinema staff初のトリプルAサイドシングルであり、収録曲全てにMVが存在する。
また、今作の発売を記念して東京キネマ倶楽部にて自主企画「シネマのキネマ」、東名阪３都市を回る「箱庭戦争」が敢行された。

## 収録曲
1. エゴ [4:12]
  - 作詞：三島想平、作曲：cinema staff、編曲：cinema staff
  - テレビ東京『ゴッドタン』12月度エンディングテーマ
  - MVは横浜にある中華料理店「桂宮」で撮影された[3]。映像監督は過去に「YOUR SONG」、「切り札」のMVを手掛けたフカツマサカズ。
2. 返して [3:58]
  - 作詞：三島想平、作曲：cinema staff、編曲：cinema staff
  - フジテレビ『全力!脱力タイムズ』12月〜１月度エンディングテーマ
3. ビハインド [1:59]
  - 作詞：三島想平、作曲：cinema staff、編曲：cinema staff
  - MVは長野県で撮影された[4]。映像監督はthe band apart、ASPARAGUSなどのアーティストのMVを手掛ける青木亮二。